# Dallas Stoudenmire
Dallas Stoudenmire (Aberfoil, 11 dicembre 1845 – El Paso, 18 settembre 1882) è stato un pistolero statunitense.

## Biografia
Noto pistolero e uomo di legge del vecchio West, era uno dei nove figli di Lewis ed Elizabeth Stoudenmire. Allo scoppio della Guerra di secessione americana (1861-1865), mentendo sulla sua vera età, si arruolò nell'esercito confederato, combattendo per tutta la durata del conflitto tra le file del 33º Reggimento dell'Alabama, riportando numerose ferite. Al termine del conflitto era uno dei tanti sbandati in cerca di fortuna e si trasferì a Columbus, nel Texas. Tra il 1867 e il 1874 cambiò diversi lavori (agricoltore, mandriano, conduttore di diligenze, commerciante) con alterne fortune ma, a causa del suo carattere piuttosto irascibile, venne coinvolto in diversi conflitti a fuoco al termine dei quali ad avere la peggio furono sempre i suoi rivali. Nel 1874 si arruolò nel corpo dei Texas Ranger, dando inizio alla sua carriera di uomo della legge. Alto quasi due metri, di corporatura robusta con la mascella squadrata, una fama di combattente e pistolero, ben presto molte città del West lo chiamarono a ricoprire l'incarico di uomo della legge con lo scopo di riportare l'ordine per le strade, sfruttando la sua notorietà oltre che la presenza fisica e la sua rapidità nell'usare armi da fuoco.
Stoudenmire non portava mai le sue pistole in vista, infilate nelle classiche fondine con cinturone intorno alla vita; preferiva invece portare due pistole Colt nascoste sotto una giacca o un cappotto, in tasche interne opportunamente celate o in apposite fondine, con le canne tagliate in modo da essere lunghe solo due pollici ed essere nascoste agevolmente.
L'11 aprile 1881 venne nominato marshall della città di El Paso e, dopo soli tre giorni, venne coinvolto nella "Sparatoria dei quattro morti in cinque secondi" davanti al Keating Saloon, nel corso della quale uccise tre uomini: un innocente passante messicano, Johnny Hale, manager di un ranch di proprietà dei fratelli Manning, e George W. Campbell, ex marshall di El Paso. L'uccisione di questi ultimi due fu la causa dei contrasti che sorsero in seguito fra Stoudenmire e i Manning e che, nel volgere di poco tempo, assunsero risvolti drammatici.
La sera del 17 aprile 1881, tre giorni dopo la sparatoria, Stoudenmire era in compagnia del cognato Stanley Doc Cummings quando venne affrontato da Bill Johnson, un ex marshall che era stato pubblicamente preso a schiaffi da Stoudenmire pochi giorni prima. Johnson era ubriaco e fece fuoco senza riuscire a colpire il bersaglio ma venne raggiunto dai colpi sparati da Stoudenmire e da Cummings, morendo sul colpo. Stoudenmire accusò i fratelli Manning di essere stati i mandanti del tentativo di eliminarlo e ciò contribuì ad aumentare gli attriti fra le due parti.
Il 14 febbraio 1882, mentre Stoudenmire era fuori città, Doc Cummings venne ucciso da James Manning al Coliseum Saloon al culmine di una lite sorta fra i due per motivi di gioco. James Manning venne arrestato e processato ma fu riconosciuto innocente da una giuria composta quasi esclusivamente da amici, per aver agito per legittima difesa. La morte del cognato colpì profondamente Stoudenmire che si diede all'alcool e questo gli causò notevoli difficoltà con il lavoro al punto che, nella primavera del 1882, gli venne revocato l'incarico di marshall. Ciò non fece che aumentare l'abuso di alcool, con pesanti conseguenze sul suo carattere già poco socievole.
Il 18 settembre 1882, a seguito all'interessamento di C.C. Brooks, un suo amico proprietario di saloon, Stoudenmire venne invitato a incontrare i fratelli Manning al Pony Saloon, uno dei locali di loro proprietà, per porre fine alle divergenze. Nel tardo pomeriggio egli si presentò all'incontro ma, nel volgere di pochi istanti, la conversazione fra lui e Frank Manning degenerò a causa delle pesanti accuse rivolte dall'ex marshall in merito all'omicidio del cognato. Nel corso della lite che ne seguì, Frank estrasse la pistola e sparò cercando di colpire Stoudenmire al petto ma il colpo venne deviato da un oggetto posto nella tasca interna del cappotto di Stoudenmire. Stoudenmire rispose al fuoco, ferendo Frank al braccio destro, poi uscì dal locale e cercò di allontanarsi ma nei pressi dell'Hotel Paso del Norte venne raggiunto alla spalle da James Manning, intervenuto per dar man forte al fratello ferito, che gli sparò un colpo alla nuca, uccidendolo sul colpo. Frank e James vennero arrestati e processati per l'omicidio di Stoudenmire ma, anche questa volta, vennero scagionati per aver agito per legittima difesa.
Secondo le cronache dell'epoca, nel corso della sua vita Stoudenmire venne coinvolto in molte più sparatorie di suoi contemporanei ben più noti (Wyatt Earp, Bat Masterson, Wild Bill Hickok, Elfego Baca, Luke Short e altri).